# William F. Knowland
William Fife Knowland (Alameda, 26 de junho de 1908 — Guerneville, 23 de fevereiro de 1974) foi um político e editor de jornal norte-americano, filiado ao Partido Republicano. Foi senador dos Estados Unidos pela Califórnia entre 1945 a 1959. Após a morte de Robert A. Taft, assumiu o cargo de Líder da Maioria do Senado, que ocupou entre 1953 a 1955. Quando os republicanos perderam a maioria no Senado, passou a exercer o cargo de Líder da Minoria, que ocupou entre 1955 a 1959. 
Como o membro mais poderoso do Senado e com o seu forte interesse na política externa, ajudou a definir as prioridades nacionais de política externa e de financiamento para a Guerra Fria, e as políticas em relação ao Vietnã, Formosa, China, Coreia e NATO. Se opôs a enviar forças americanas para a Indochina Francesa (Vietnã) e foi bastante hostil a China de Mao Zedong. Knowland representava a ala da direita do Partido Republicano e considerava as políticas do presidente Dwight Eisenhower muito moderadas. 
Em 1958, candidatou-se a governador da Califórnia. Derrotou o governador Goodwin Knight na primária republicana e seguiu para a eleição geral, enfrentando o candidato democrata Pat Brown. Depois de dominar a política californiana por vários anos, foi derrotado por Brown por 59% a 40%, totalizando uma diferença de pouco mais de um milhão de votos. Isto definitivamente encerrou sua carreira política e ele nunca mais concorreu a um cargo político. Para pagar dívidas da campanha, seu pai vendeu sua estação de rádio.
Seu mandato no Senado se encerrou em 3 de janeiro de 1959. Morreu em 23 de fevereiro de 1974 devido a uma ferida de bala feita por ele mesmo, em um aparentemente suicídio. Os jogos haviam tomado todo o seu dinheiro e, ao morrer, tinha uma dúvida de novecentos mil dólares a bancos e mafiosos.